# Leonel Amorim de Sousa
```
LEONEL AMORIM DE SOUSA, nascido no dia 07 de novembro de 1927, na cidade de Esperantina, Estado do Piauí, filho de José Amaro Neto e de dona Feliciana Amorim de Sousa sempre foi um homem além do seu tempo.
```

```
           Fez os cursos primário e ginasial na cidade de Piracuruca(PI), dedicando-se por vocação, na impossibilidade de prosseguir seus estudos regulares, aos trabalhos profissionais de demarcação de terras e advocacia. Em Chapadinha(MA), onde iniciou suas atividades profissionais, casou no dia 31 de março de 1950 com a Professora Maria do Rosário Barros Amorim, de cuja união nasceram dez(10) filhos.
```

```
           Em 1951, fixou residência na cidade na cidade de Itapecuru-Mirim, onde de logo se projetou pela sua capacidade profissional, pois sendo autodidata, e portador de sólidos conhecimentos agronômicos e jurídicos, passou a exercer com brilhantismo as profissões de agrimensor e advogado provisionado, destacando-se, sobretudo, nesta última, em que se aprofundou nos estudos e pesquisas da Ciência Jurídica, tornando-se respeitado nos auditórios forenses, onde quer que se apresentasse como advogado.
```

```
           Na política, pelo seu espírito liberal e ao mesmo tempo combativo, pontilhou como um dos grandes líderes municipais, exercendo por quatro mandatos o cargo de vereador, inclusive presidente da Câmara Municipal, e, em 1970,  vice-prefeito da cidade de Itapecuru-Mirim.
```

```
           Pessoa determinada, de espírito inovador e idealista, fundou em 15 de fevereiro de 1957 a ESCOLA NORMAL REGIONAL GOMES DE SOUSA, em homenagem ao matemático 
Joaquim Gomes de Souza
, com a qual implantou em Itapecuru-Mirim as etapas de ensino equivalentes ao ensino fundamental e ensino médio, cabendo-lhe a primazia de ter sido o seu pioneiro neste Município.
```

```
           Professor de 
Psicologia
 e 
Sociologia
, deu seu nome a esta em consequência do seu falecimento, em desastre ocorrido a 21 de julho de 1972, aos 44 anos de idade, quando ainda era bem atuante e se fazia notar em todos os quadrantes da vida político-administrativa do Município, do qual se elegera vice-prefeito e era procurador fiscal.
```

```
         Leonel Amorim, embora tenha nascido no Piauí, identificou-se, no entanto, com a terra de 
Joaquim Gomes de Sousa
 e o povo itapecuruense, dedicando grande  parte do seu tempo e de sua vida ao seu progresso e bem-estar social, por meio de uma atuação verdadeiramente brilhante de homem público e de educador, ajudando, assim, os moços a realizaram seus sonhos de elevação intelectual e social,  pelo que ainda é hoje reverenciada a sua memória como benfeitor da terra berço de Gomes de Sousa. 
```

```
(BIOGRAFIA ELEBORADA PELO PROF° JOÃO SILVEIRA)
```

1. ↑  https://juceysantana.blogspot.com/search?q=leonel+amorim
2. ↑  https://juceysantana.blogspot.com/2019/11/datas-historicas-de-itapecuru-mirim.html